# World Women’s Snooker Tour 2017/2018
World Women’s Snooker Tour 2017/2018 – seria turniejów snookerowych kobiet, organizowanych przez World Women’s Snooker, rozgrywanych między 24 sierpnia 2017 a 15 kwietnia 2018.

## Kalendarz
Kalendarz zawodów
| Daty       | Daty       | Gospodarz | Turniej                            | Typ        | Miejsce                            | Miasto           | Zwyciężczyni | Finalistka     | Wynik | Przypisy             |
| ---------- | ---------- | --------- | ---------------------------------- | ---------- | ---------------------------------- | ---------------- | ------------ | -------------- | ----- | -------------------- |
| 2017-08-24 | 2017-08-27 | Niemcy    | Paul Hunter Women's Classic        | rankingowy | Ballroom Nürnberg Stadthalle Fürth | Norymberga Fürth | Reanne Evans | Ng On Yee      | 4-1   | [ 3 ] [ 4 ] [ 5 ]    |
| 2017-09-30 | 2017-10-01 | Anglia    | UK Women’s Championship            | rankingowy | Northern Snooker Centre            | Leeds            | Ng On Yee    | Reanne Evans   | 4-1   | [ 6 ] [ 7 ] [ 8 ]    |
| 2017-10-28 | 2017-10-29 | Anglia    | Women’s Masters                    | rankingowy | South West Snooker Academy         | Gloucester       | Ng On Yee    | Reanne Evans   | 4-3   | [ 9 ] [ 10 ] [ 11 ]  |
| 2018-02-17 | 2018-02-18 | Anglia    | Women’s British Open               | rankingowy | Stourbridge Institute              | Stourbridge      | Reanne Evans | Mink Nutcharut | 4-0   | [ 12 ] [ 13 ] [ 14 ] |
| 2018-03-14 | 2018-04-17 | Malta     | Mistrzostwa świata                 | rankingowy | Dolmen Resort Hotel                | Saint Paul’s Bay | Ng On Yee    | Maria Catalano | 5-0   | [ 15 ] [ 16 ] [ 17 ] |
| 2018-04-14 | 2018-04-14 | Anglia    | Women’s World 10-Reds Championship | rankingowy | Northern Snooker Centre            | Leeds            | Reanne Evans | Ng On Yee      | 4-1   | [ 18 ] [ 19 ] [ 20 ] |
| 2018-04-15 | 2018-04-15 | Anglia    | Women’s World 6-Reds Championship  | rankingowy | Northern Snooker Centre            | Leeds            | Reanne Evans | Ng On Yee      | 4-3   | [ 21 ] [ 22 ] [ 23 ] |

| Turnieje rankingowe    |
| Turnieje nierankingowe |
| Turnieje drużynowe     |